# بيلي جو باتون
بيلي جو باتون (بالإنجليزية: Billy Joe Patton)‏ هو لاعب غولف أمريكي، ولد في 19 أبريل 1922 في مورغانتون في الولايات المتحدة، وتوفي بنفس المكان في 2011.